# Leibnitz
Leibnitz ist eine Stadt im österreichischen Bundesland Steiermark mit 13.517 Einwohnern (Stand 1. Jänner 2025), was sie zur fünftgrößten Stadt des Bundeslandes macht, und Bezirkshauptstadt des gleichnamigen Bezirkes. Im Rahmen der Gemeindestrukturreform in der Steiermark ist sie seit 2015 mit den ehemaligen Gemeinden Kaindorf an der Sulm und Seggauberg zusammengeschlossen,
und führt den Namen Leibnitz weiter. Grundlage dafür ist das Steiermärkische Gemeindestrukturreformgesetz – StGsrG.

## Geographie
Leibnitz liegt in der Südsteiermark, etwa 33 km südlich von Graz zwischen den Flüssen Mur und Sulm im Leibnitzer Feld. Höchste Erhebung im Gemeindegebiet ist der 496 m ü. A. hohe Kreuzkogel über dem Sulmtal.

### Gemeindegliederung
Das Gemeindegebiet umfasst acht Ortschaften (in Klammern Einwohnerzahl Stand 1. Jänner 2025):
- Grottenhof (191)
- Kaindorf (2692)
- Kogelberg (87)
- Leibnitz (9625)
- Oberlupitscheni (131)
- Rettenbach (108)
- Schönegg (136)
- Seggauberg (547)

Die Gemeindefläche gliedert sich in neun Katastralgemeinden (Fläche Stand 31. Dezember 2023):
- Altenmarkt (131,6 ha)
- Grottenhofen (263,25 ha)
- Kaindorf an der Sulm (208,65 ha)
- Kogelberg (183,27 ha)
- Leibnitz (463,21 ha)
- Oberlupitscheni (273,23 ha)
- Rettenbach (60,5 ha)
- Schönegg (189,04 ha)
- Seggauberg (579,53 ha)

### Nachbargemeinden
|           | Tillmitsch | Gralla                        |
| Heimschuh |            | Wagna                         |
|           | Gamlitz    | Ehrenhausen an der Weinstraße |

### Klima
|                        | Jan  | Feb  | Mär  | Apr  | Mai  | Jun   | Jul   | Aug   | Sep  | Okt  | Nov  | Dez  |   |       |
| Mittl. Temperatur (°C) | −2,1 | 0,1  | 4,5  | 9,0  | 14,2 | 17,4  | 19,0  | 18,3  | 14,2 | 9,0  | 3,0  | −0,9 | ⌀ | 8,9   |
| Mittl. Tagesmax. (°C)  | 2,8  | 6,2  | 11,3 | 15,9 | 21,2 | 24,1  | 26,0  | 25,5  | 21,3 | 15,5 | 7,9  | 3,5  | ⌀ | 15,1  |
| Mittl. Tagesmin. (°C)  | −5,4 | −3,9 | −0,2 | 3,8  | 8,6  | 12,0  | 13,5  | 13,2  | 9,7  | 5,0  | −0,2 | −3,9 | ⌀ | 4,4   |
|                        |      |      |      |      |      |       |       |       |      |      |      |      |   |       |
| Niederschlag (mm)      | 30,9 | 39,3 | 52,9 | 61,7 | 88,3 | 111,1 | 116,9 | 119,6 | 88,6 | 75,0 | 73,2 | 50,3 | Σ | 907,8 |
|                        |      |      |      |      |      |       |       |       |      |      |      |      |   |       |
| Sonnenstunden (h/d)    | 2,9  | 4,2  | 4,7  | 5,6  | 6,8  | 7,1   | 7,6   | 7,3   | 5,8  | 4,5  | 3,1  | 2,5  | ⌀ | 5,2   |
|                        |      |      |      |      |      |       |       |       |      |      |      |      |   |       |
| Regentage (d)          | 5,2  | 5,6  | 6,4  | 8,0  | 10,4 | 11,0  | 10,4  | 9,6   | 8,0  | 6,3  | 7,8  | 5,9  | Σ | 94,6  |

| −5,4 |

| −3,9 |

| −0,2 |

| 3,8 |

| 8,6 |

| 12,0 |

| 13,5 |

| 13,2 |

| 9,7 |

| 5,0 |

| −0,2 |

| −3,9 |

| −5,4 |

| −3,9 |

| −0,2 |

| 3,8 |

| 8,6 |

| 12,0 |

| 13,5 |

| 13,2 |

| 9,7 |

| 5,0 |

| −0,2 |

| −3,9 |

## Geschichte
Das Gebiet um Leibnitz befand sich ab 860 im Besitz des Fürsterzbistums Salzburg. Das früheste Schriftzeugnis ist von 970 und lautet „civitas Lipnizza“. Der Name geht auf altslawisch Lipъnica (Lindensiedlung) zurück.
1532 zerstörten die Türken den Markt (→ Erster Österreichischer Türkenkrieg). Bis 1595 bestand das Salzburger Vizedomamt Leibnitz, das in diesem Jahr dem steirischen Bischof und Gegenreformator Martin Brenner verkauft wurde. Das Schloss Seggau war bis ins 20. Jahrhundert Sommerresidenz der Bischöfe von Graz-Seckau.
Leibnitz gehörte bis in die Mitte des 19. Jahrhunderts zum Marburger Kreis. Mit dem Bau der österreichischen Südbahn von Wien nach Triest erhielt Leibnitz 1846 einen überregionalen Verkehrsanschluss. Nach dem Revolutionsjahr 1848 begann der wirtschaftliche Aufstieg durch die Erhebung zum Bezirksvorort des Bezirkes Leibnitz.
Kaiser Franz Joseph I. erhob am 27. April 1913 Leibnitz zur Stadt. Zum 1. Jänner 2015 wurden im Rahmen der Gemeindestrukturreform die Stadt Leibnitz, die Marktgemeinde Kaindorf an der Sulm und die Gemeinde Seggauberg inklusive aller Katastralgemeinden zur „neuen“ Stadt Leibnitz fusioniert.

### Bevölkerungsentwicklung
| Leibnitz: Einwohnerzahlen von 1869 bis 2024         | Leibnitz: Einwohnerzahlen von 1869 bis 2024 | Leibnitz: Einwohnerzahlen von 1869 bis 2024 | Leibnitz: Einwohnerzahlen von 1869 bis 2024 | Leibnitz: Einwohnerzahlen von 1869 bis 2024 |
| --------------------------------------------------- | ------------------------------------------- | ------------------------------------------- | ------------------------------------------- | ------------------------------------------- |
| Jahr                                                |                                             |                                             |                                             | Einwohner                                   |
| 1869                                                | 1869                                        |                                             | 4.074                                       | 4.074                                       |
| 1880                                                | 1880                                        |                                             | 4.497                                       | 4.497                                       |
| 1890                                                | 1890                                        |                                             | 4.513                                       | 4.513                                       |
| 1900                                                | 1900                                        |                                             | 4.887                                       | 4.887                                       |
| 1910                                                | 1910                                        |                                             | 5.556                                       | 5.556                                       |
| 1923                                                | 1923                                        |                                             | 5.735                                       | 5.735                                       |
| 1934                                                | 1934                                        |                                             | 6.572                                       | 6.572                                       |
| 1939                                                | 1939                                        |                                             | 7.263                                       | 7.263                                       |
| 1951                                                | 1951                                        |                                             | 8.707                                       | 8.707                                       |
| 1961                                                | 1961                                        |                                             | 9.172                                       | 9.172                                       |
| 1971                                                | 1971                                        |                                             | 9.876                                       | 9.876                                       |
| 1981                                                | 1981                                        |                                             | 10.040                                      | 10.040                                      |
| 1991                                                | 1991                                        |                                             | 10.102                                      | 10.102                                      |
| 2001                                                | 2001                                        |                                             | 10.344                                      | 10.344                                      |
| 2011                                                | 2011                                        |                                             | 11.373                                      | 11.373                                      |
| 2021                                                | 2021                                        |                                             | 12.864                                      | 12.864                                      |
| 2024                                                | 2024                                        |                                             | 13.362                                      | 13.362                                      |
| Quelle(n): Statistik Austria, Gebietsstand 1.1.2021 |                                             |                                             |                                             |                                             |

## Kultur und Sehenswürdigkeiten

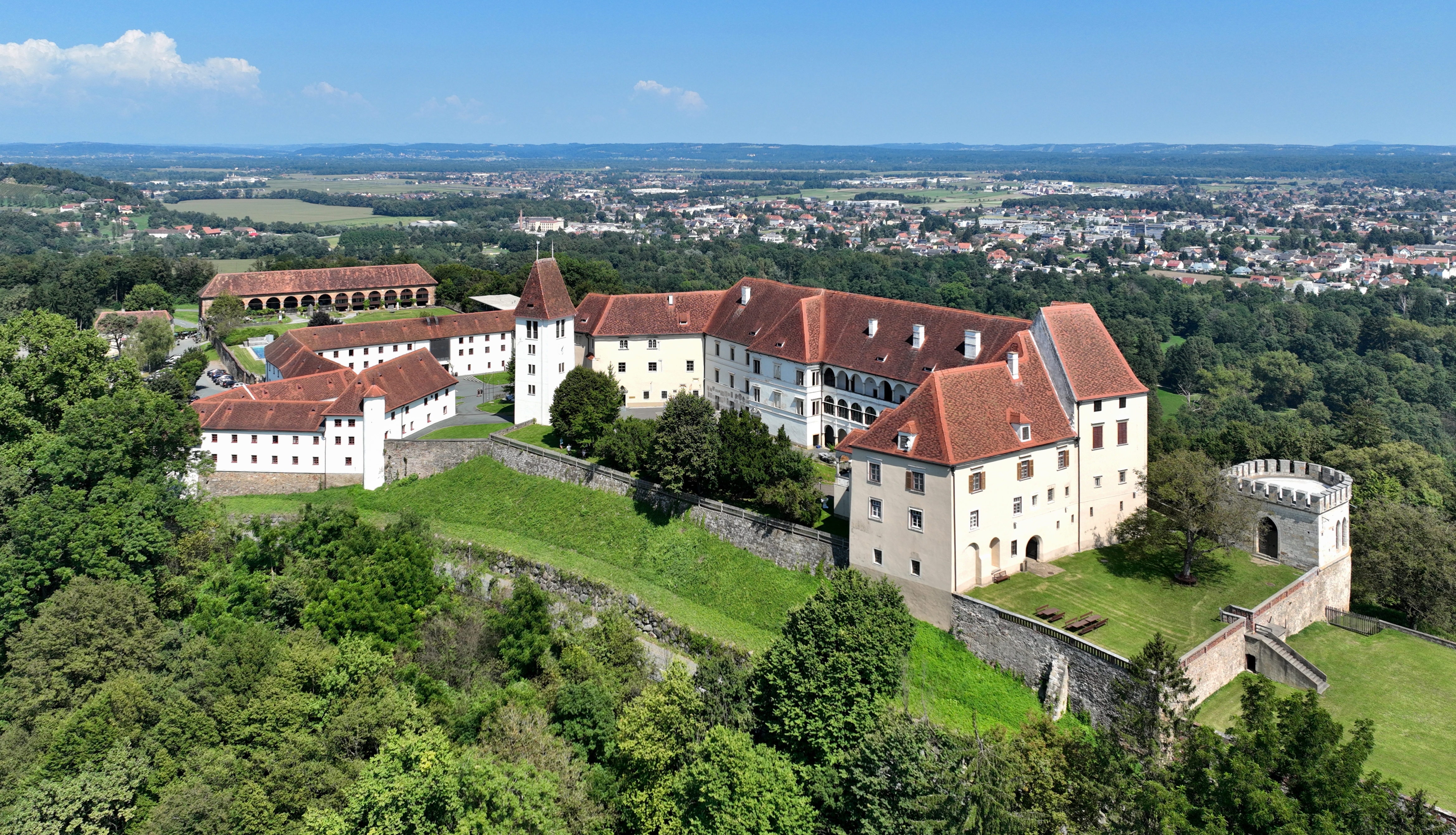
Schloss Seggau auf dem Seggauberg

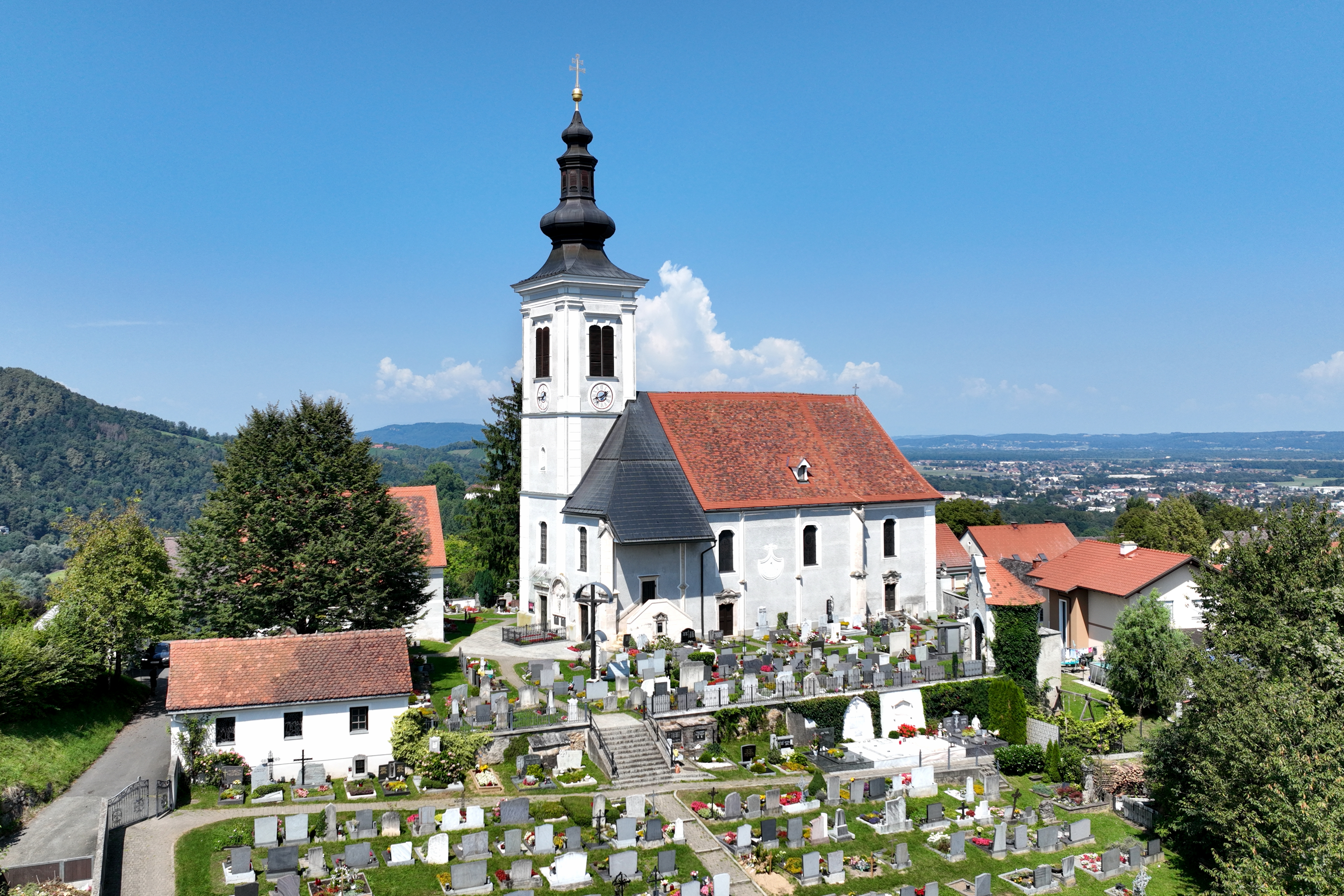
Wallfahrtskirche Frauenberg

- Katholische Stadtpfarrkirche Leibnitz hl. Jakobus der Ältere
- Kloster Leibnitz
- Kunstprojekt Crash am Leibnitzer Hauptplatz: 2013 wurde im Rahmen des Jubiläums 100 Jahre Stadt Leibnitz ein temporäres Kunstobjekt installiert. Der Künstler Werner Reiterer ließ einen Pkw scheinbar in die Mariensäule krachen. Die Aktion kostete 30.000 Euro und wurde vorzeitig beendet, nachdem das Auto am 17. November einem Brandanschlag zum Opfer fiel.
- Schloss Seggau mit eingemauerten „Römersteinen“, auch als Tagungszentrum genutzt
- Der 381 m hohe Frauenberg mit Frauenbergkirche und dem Tempelmuseum ist von archäologischer Bedeutung, da aufgrund von Funden eine Besiedelung bereits seit der Jungsteinzeit nachgewiesen werden konnte. Der Tempelbezirk wird als eines der prominentesten Zeugnisse der römischen Kultur in Österreich geschildert und ist wissenschaftlich untersucht.[9]
- Naturparkzentrum Grottenhof (Regioneum), Kaindorf an der Sulm
- Freizeitpark Sulmsee
- Weinbauschule Silberberg[10] mit Weinlehrpfad
- Am Kreuzkogel befindet sich neben dem 1849 errichteten Aussichtsturm auf dem Gipfel die Silberbergwarte, ein wenige Meter hoher 1871 massiv gemauerter Aussichtspunkt, der nördlich der Weinbauschule am Weinlehrpfad liegt.[11]
- Städtisches Bad Leibnitz

### In der Umgebung und den Nachbargemeinden
- Die römische Stadt und das Römermuseum Flavia Solva in der Marktgemeinde Wagna
- Schloss Retzhof bietet Kongresse, Workshops und Kulturveranstaltungen in der Marktgemeinde Wagna
- Römerhöhle und Wächterhaus bei der Höhle in Aflenz, Wagna
- 17 Genussplätze der Region „Die besten Lagen.Südsteiermark“, Leibnitz – Wagna
- Sausaler Weinstraße
- Klapotetz-Weinstraße
- Südsteirische Weinstraße
- Kitzeck im Sausal, höchstgelegener Weinbauort Europas

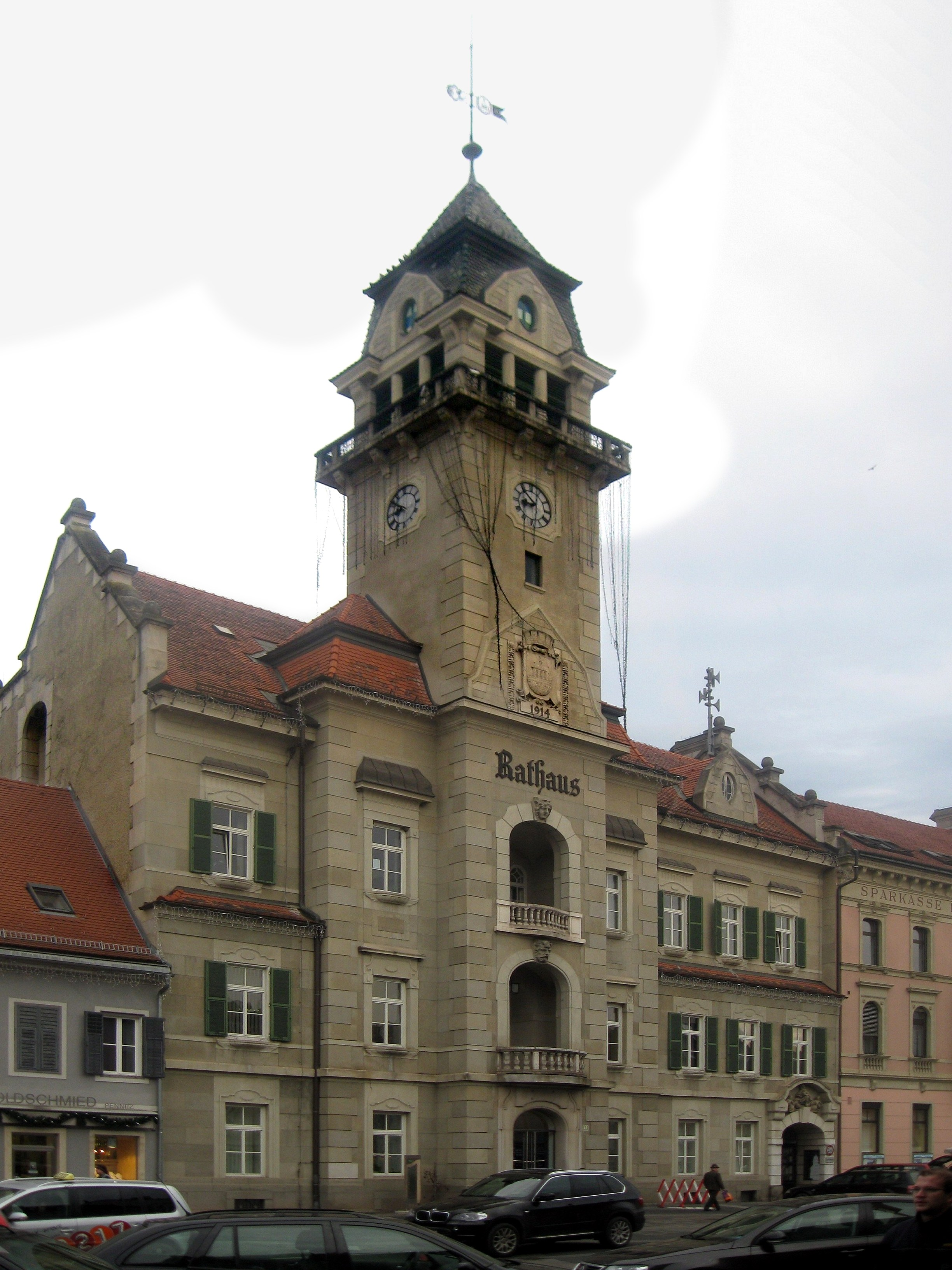
Das denkmalgeschützte Rathaus in Leibnitz
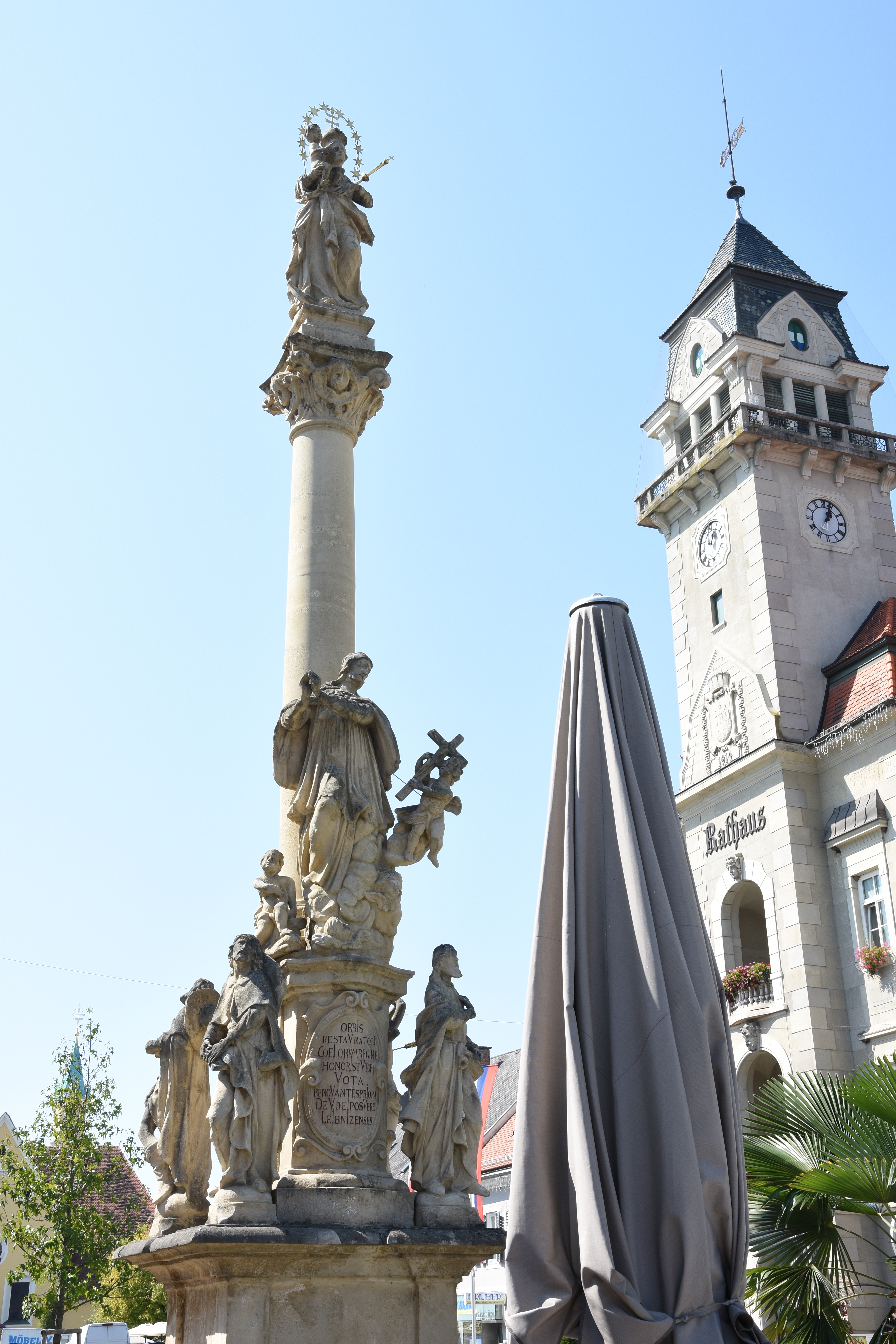
Hauptplatz mit Mariensäule
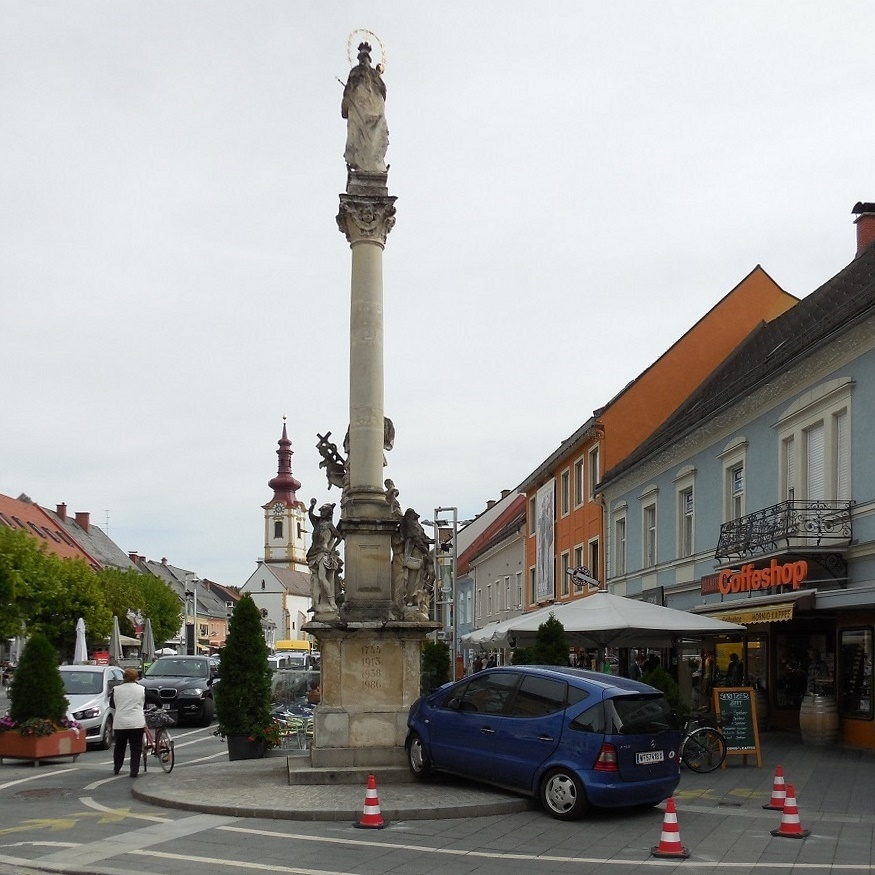
Temporäres Kunstprojekt „Crash“ am Leibnitzer Hauptplatz (2013)
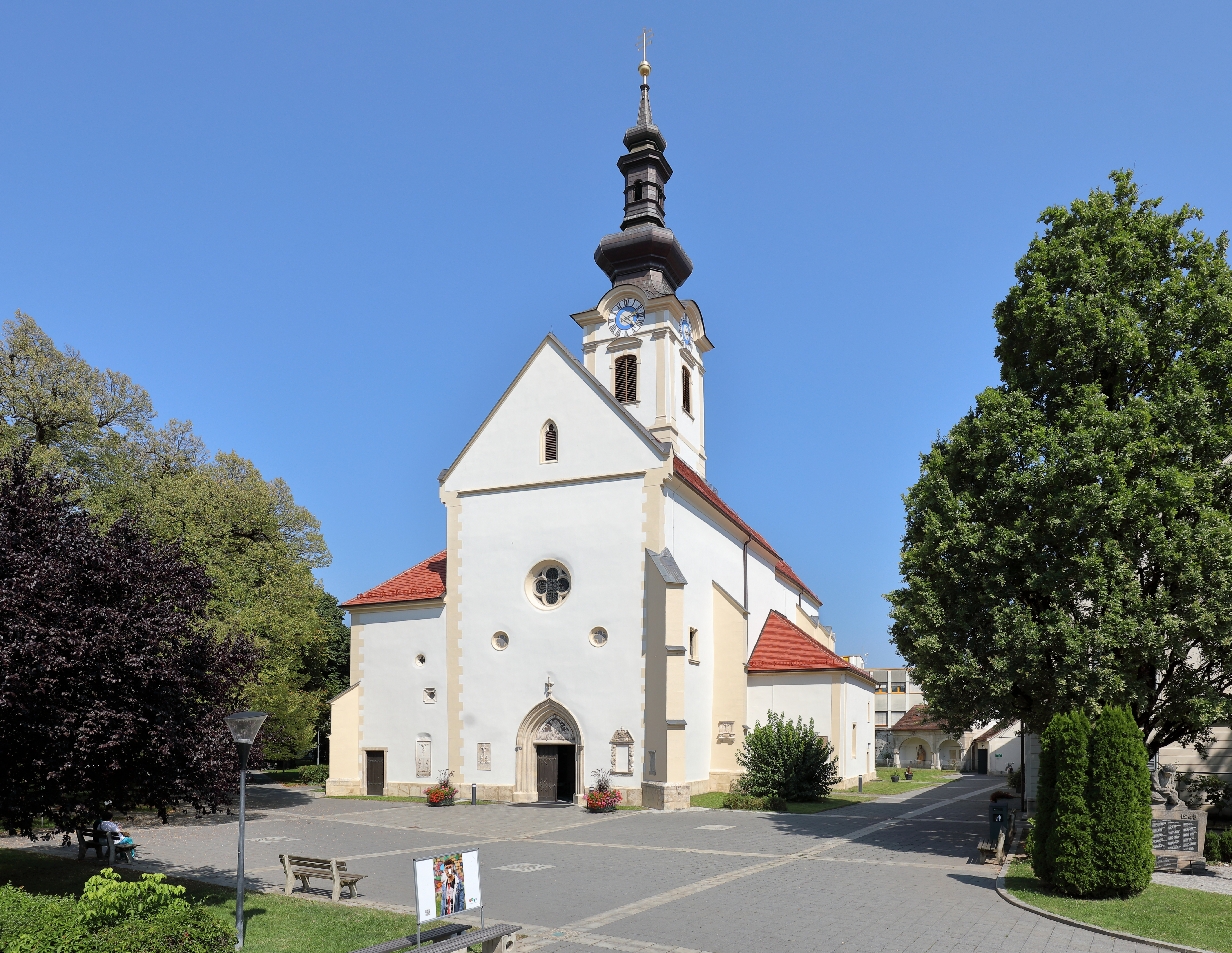
Stadtpfarrkirche
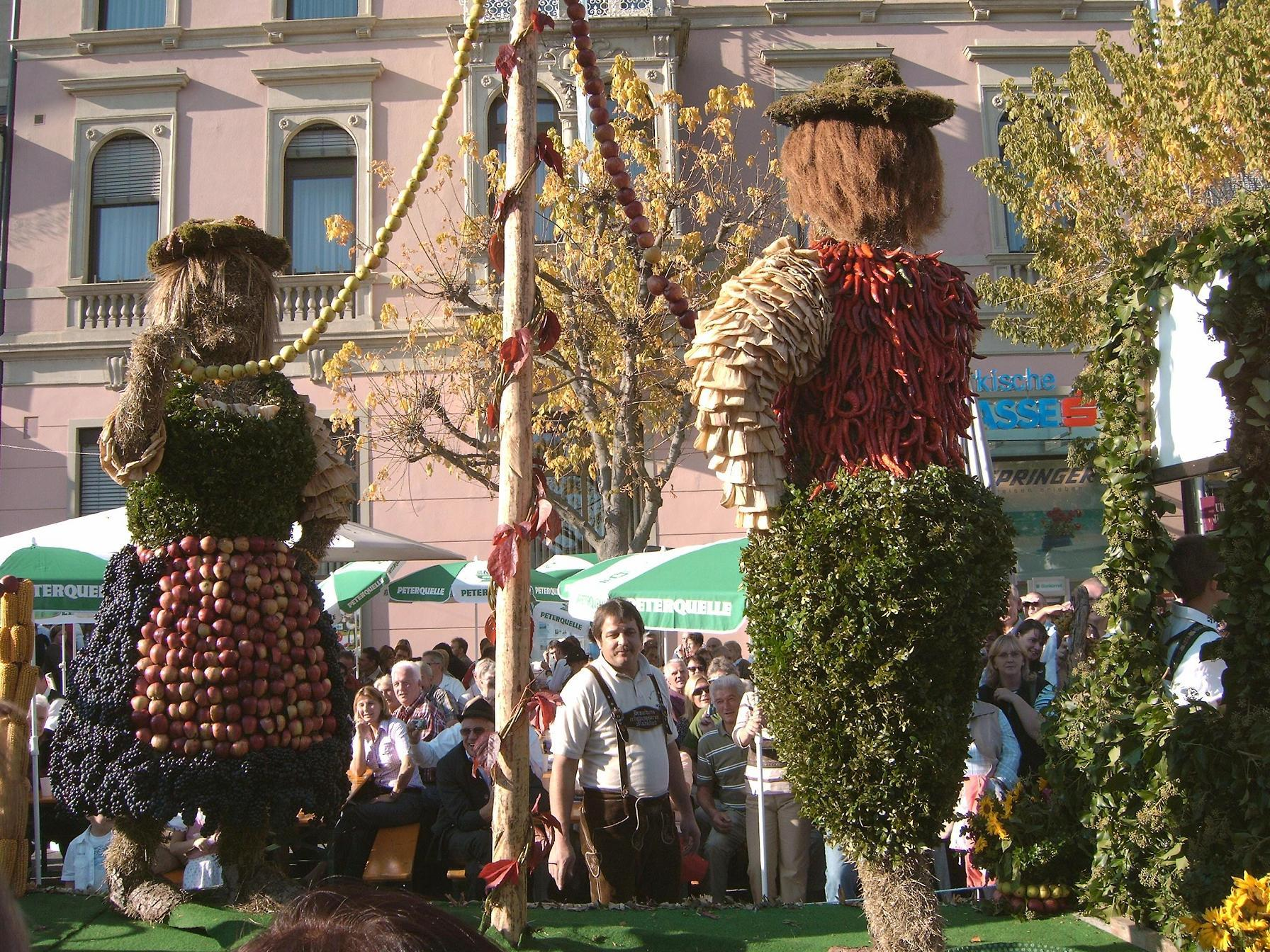
Leibnitzer Herbstfest mit Erntedankumzug, 2008
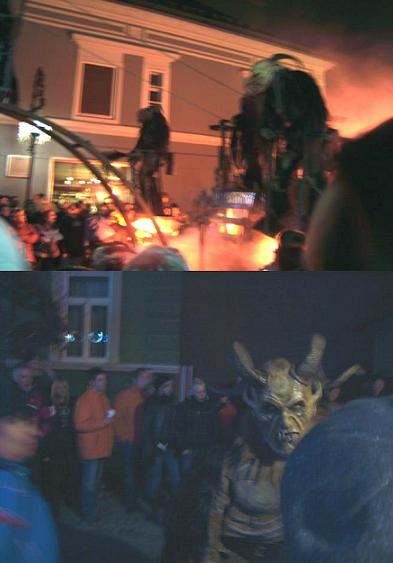
Perchtenlauf im Leibnitzer Stadtzentrum, November 2009
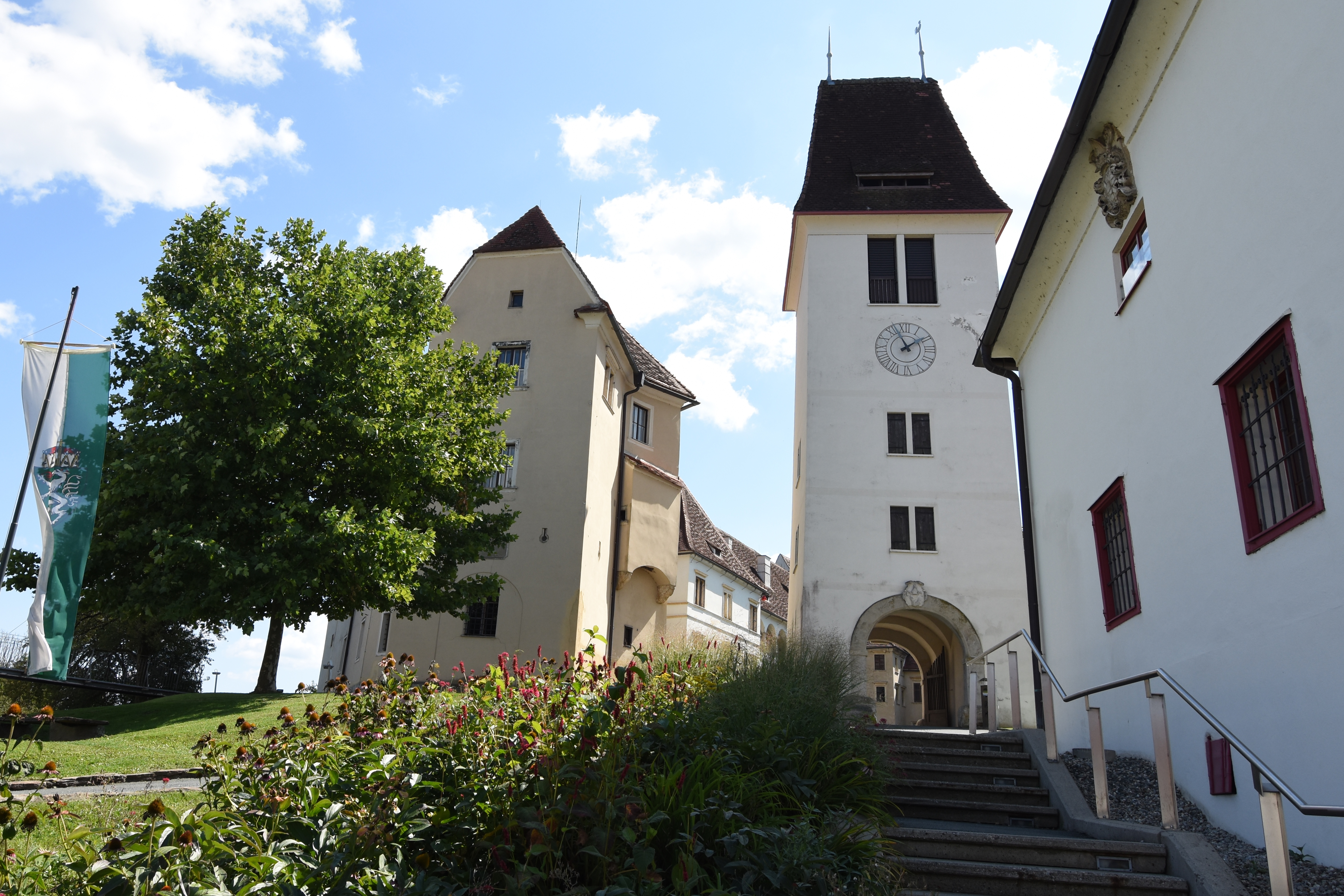
Schloss Seggau
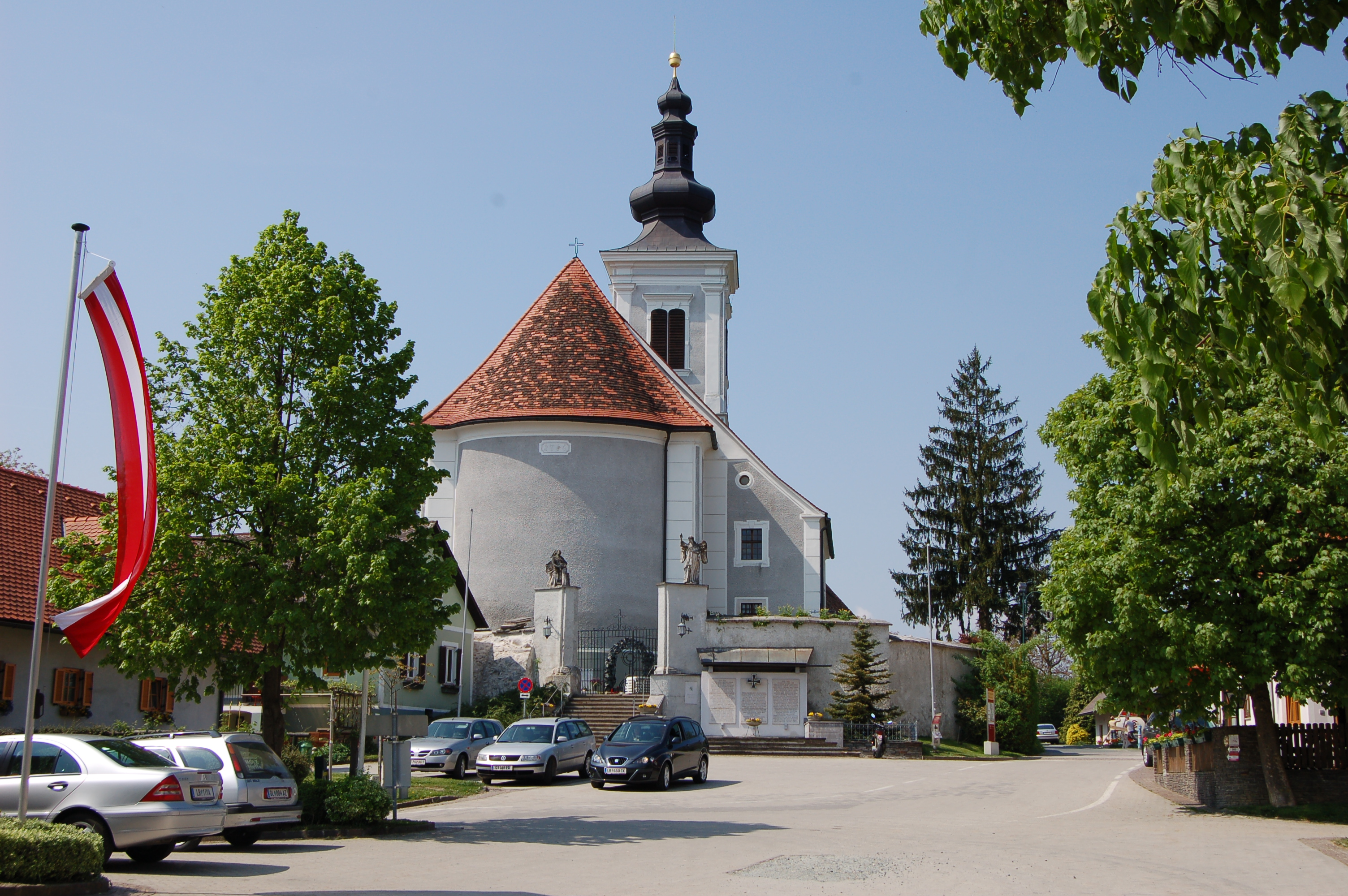
Wallfahrtskirche Frauenberg

## Wirtschaft und Infrastruktur
Leibnitz gilt vor allem als Wein-, Kultur-, Schul- und Einkaufsstadt. In Hauptplatznähe befinden sich Gastronomie- und Beherbergungsbetriebe. Das Leibnitzer Feld wird intensiv landwirtschaftlich genutzt. Traditionell überwiegen hier der Anbau von Kukuruz (ugs. (der) „Woaz“) und Speisekürbis, aus dem das steirische Kürbiskernöl hergestellt wird. Mit Schließung der Hermann-Kaserne im Jahre 2007 im Rahmen der Bundesheerreform ging für Leibnitz die 46-jährige militärische Tradition als Garnisonsstadt zu Ende.
Die Hügel im Umland werden als Weinanbaugebiete genutzt. Auf ihnen befinden sich Buschenschankbetriebe, die meisten in den nahegelegenen Gemeinden Kitzeck und Gamlitz.

### Öffentliche Verkehrsmittel und Erreichbarkeit

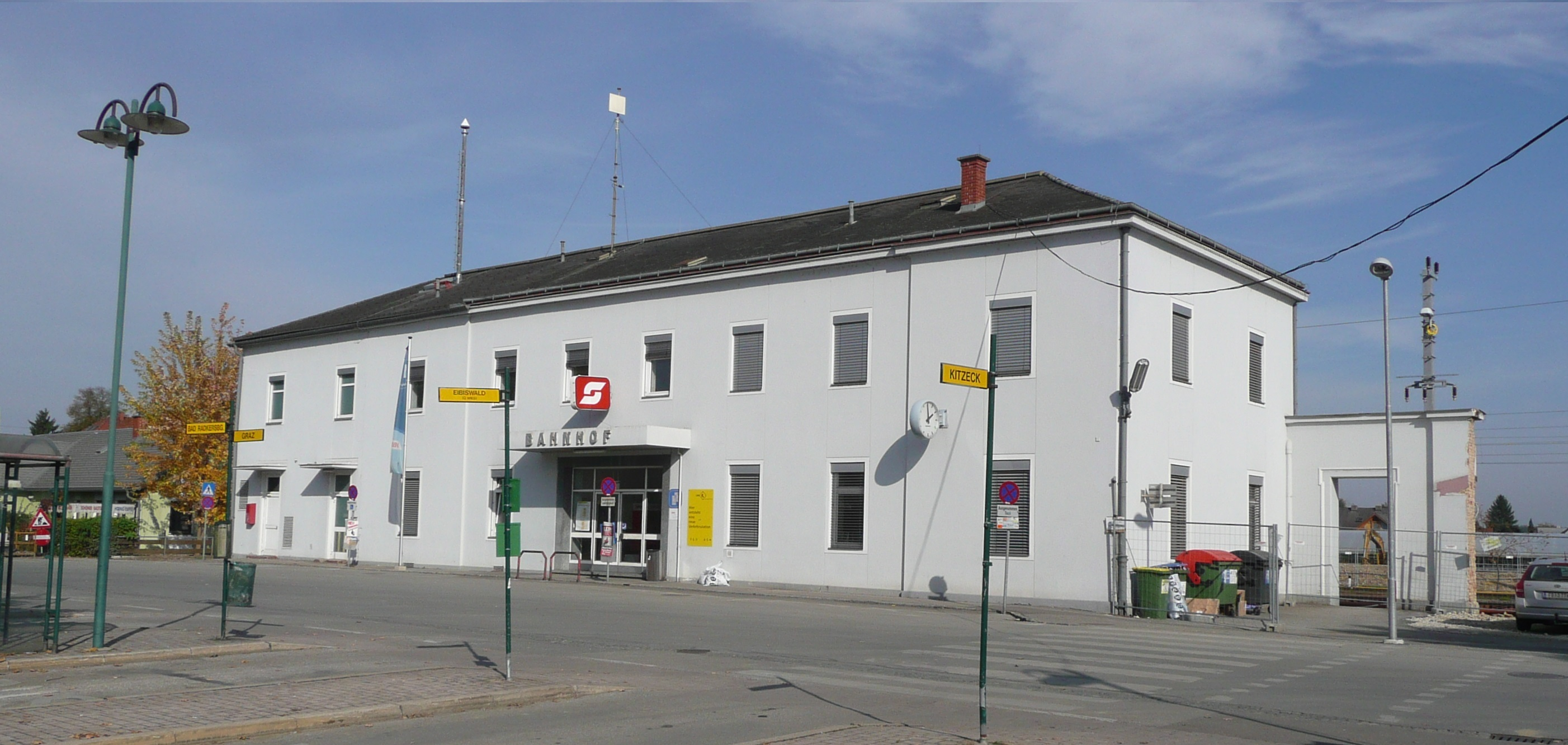
Bahnhof Leibnitz mit dem Busbahnhof im Vordergrund (vor dem Umbau)

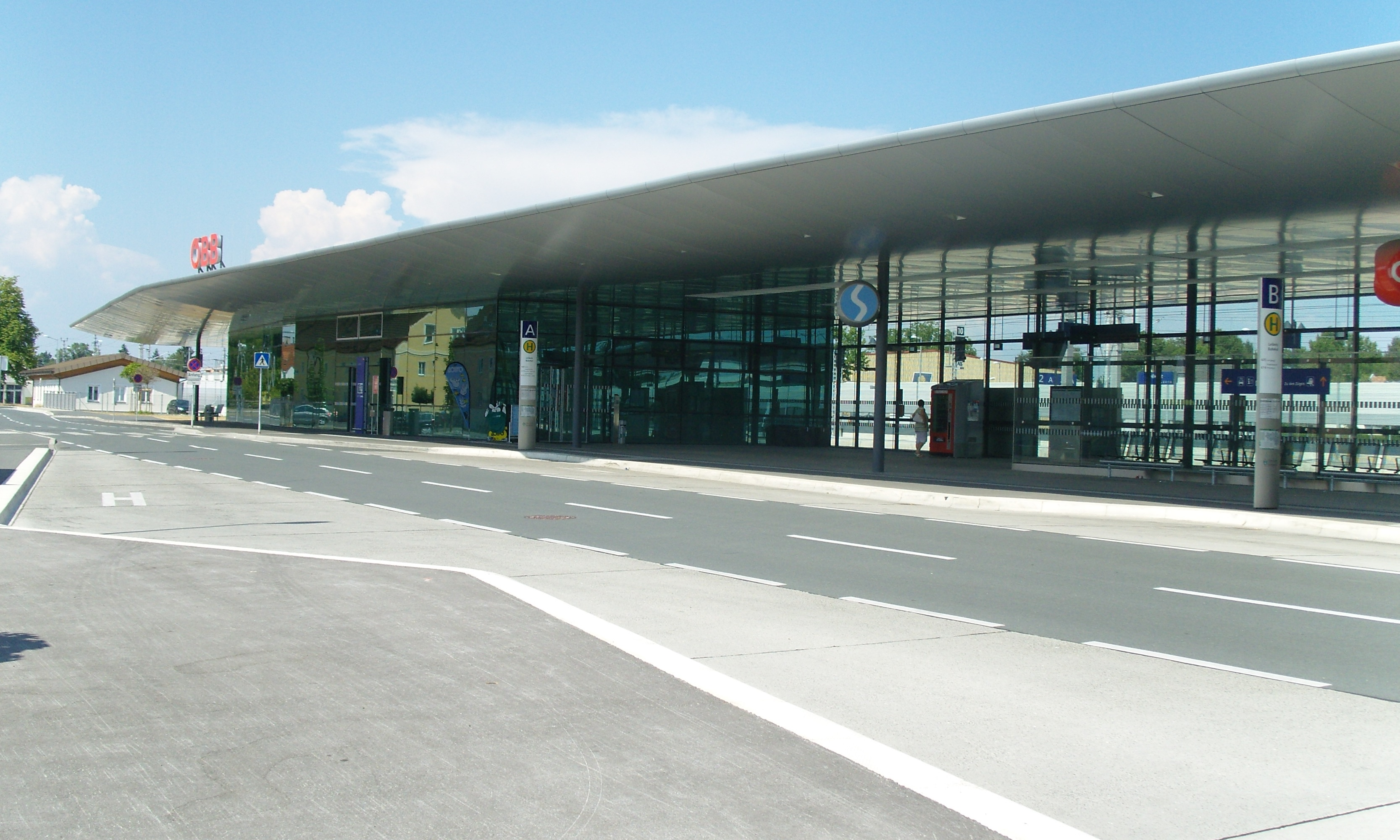
Bahnhof Leibnitz nach dem Umbau

Leibnitz ist an das steirische Schnellbahnnetz mit stündlichen Verbindungen nach Graz Hauptbahnhof und Spielfeld-Straß angeschlossen, in Spitzenzeiten mit dichterem Intervall. Zwei Eurocity-Zugpaare verkehren nach Wien und Ljubljana bzw. Zagreb über Maribor. Der Bahnhof Leibnitz wurde bis 2012 zu einer modernen Verkehrsstation umgebaut. Die Pyhrn Autobahn A 9 führt direkt an Leibnitz vorbei und hat hier die Autobahnstationen Gralla.

### Freizeitgestaltung
Zur Wintersaison gibt es einen Eislaufplatz, im Sommer ist das städtische Freibad (am/um 5. August 2023 von Hochwasser überschwemmt) mit Campingplatz und Sportanlage, Tennisplätzen und Minigolfanlage geöffnet. Leibnitz besitzt außerdem eine Stadtbücherei und ein Kino. Ein Dienstleistungs- und Einkaufszentrum wurde ab 2007 an der Wasserwerkstraße verwirklicht. Im „Kulturzentrum Leibnitz“ finden regelmäßig Konzerte, Gospels und Filmvorführungen statt. Das „Marenzihaus“ hat sich als Einrichtung für Kabaretts, Jazz und Lesungen etabliert. Die größten Veranstaltungen sind das Herbstfest mit Umzug am Sonntag, die Leibnitzer Weinwoche mit dem Hobbykünstlermarkt und der Tag des steirischen Sektes.
Der Hauptplatz wurde im Rahmen der Landesausstellung 2004 mit dem Thema „Die Römer in der Steiermark“ umgestaltet.
Die Südsteiermark im Umkreis von Leibnitz wird von Radwegen durchzogen, wobei Leibnitz von Graz aus über eine wahlweise Abzweigung an den Murradweg (R2) angeschlossen ist. Der Sulmradweg (R1), der teilweise auf der Trasse der historischen Sulmtalbahn verläuft, führt Radfahrende nach Westen, beispielsweise nach Gleinstätten. Der Römerradweg (R6) beginnt und endet am Murradweg vor bzw. nach Leibnitz und führt in einem größeren Bogen westlich um die Stadt herum.

### Schulen und Bildung
Seit den 1960er Jahren hat sich die Stadt Leibnitz zu einem Schulzentrum entwickelt. Zwei Kindergärten betreuen die Kleinsten. Zwei Volksschulen, zwei Neue Mittelschulen, eine auslaufende Realschule und eine Polytechnische Schule bilden das Spektrum der Pflichtschulen. An weiterführenden Schulen gibt es die Handelsschule und die Handelsakademie Leibnitz sowie das BG und BRG Leibnitz. Für die musikalische Ausbildung ist die Franz-Koringer-Musikschule zuständig. Die Höhere Technische Lehranstalt in Kaindorf deckt außerdem den berufsbildenden Schulbereich ab.

### Tourismusverband
Tourismusverband Südsteiermark mit den Gemeinden Leibnitz, Gleinstätten, Grossklein, Heimschuh, Kitzeck i.S., St.Andrä i.S., St. Johann i.S., St. Nikolai/Dr., St. Nikolai/S., St. Veit i. d. S. und Wagna. Sitz ist in Leibnitz.

## Politik

### Bürgermeister
Der Angestellte Helmut Leitenberger (SPÖ) wurde in der konstituierenden Sitzung mit den Stimmen aller 31 Gemeinderäte am 20. April 2015 zum Bürgermeister der vergrößerten Stadtgemeinde Leibnitz gewählt. Leitenberger, der 2005 erstmals sein Amt antrat, war bereits bis 31. Dezember 2014 Bürgermeister der früher kleineren Stadt. Aufgrund der Gemeindestrukturreform verlor er ab 1. Jänner 2015 diesen Status, führte jedoch die Geschäfte der Gemeinde als Regierungskommissär weiter und wurde durch die Wahl im April 2015 in seinem Amt bestätigt.
Wegen zehn unklaren Stimmen musste die Gemeinderatswahl 2020 in Leibnitz wiederholt werden.
Bei der Wahl 2020 wurde Leitenberger abermals in seinem Amt als Bürgermeister bestätigt. Der Stadtrat setzt sich seitdem aus der 1. Vizebürgermeisterin Helga Sams (SPÖ), dem 2. Vizebürgermeister Gerhard Pürstner (ÖVP), dem Finanzreferent Alfred Pauli (SPÖ) sowie den Stadträten Michael Leitgeb (SPÖ), Bernd Hofer (SPÖ) und Walter Lesky (Grüne) zusammen.

#### Liste der Bürgermeister von Leibnitz
Seit der Stadterhebung gab es in Leibnitz 15 Bürgermeister und drei Regierungskommissäre. Vor der Stadterhebung hatten dieses Amt zehn Personen inne, wobei Ignatz Forster dreimal mit Unterbrechungen und Leo Klein zweimal mit Unterbrechung der Gemeinde vorstanden.
| Amtszeit                                                                 | Name                         | Beruf                                                 |
| ------------------------------------------------------------------------ | ---------------------------- | ----------------------------------------------------- |
| 1901–1913                                                                | Franz Holzer                 | Distriktsarzt                                         |
| 1913 – 15. Feb. 1917                                                     | Emmerich Assmann             | Fabrikant                                             |
| 28. Feb. 1917 – 7. Jän. 1932                                             | Theodor Jäger                | Rechtsanwalt                                          |
| 24. April 1932 – 25. Juli 1933                                           | Alfred Obsieger              | Bundesbahnbeamter                                     |
| 1933 – Juni 1934                                                         | Arnold Mader 1               | Oberregierungsrat                                     |
| Juli 1934 – März 1938                                                    | Ignaz Forstner 1             | Hotelier                                              |
| 1938–1945                                                                | Alfred Obsieger              | Bundesbahnbeamter i. R., hauptamtlicher Bürgermeister |
| 11. Juni 1945 – April 1946                                               | Walter Zach                  | Stadtamtsvorstand                                     |
| April 1946 – 23. April 1950                                              | Josef Vollmann               | Stadtmaurermeister                                    |
| 13. Mai 1950 – 21. April 1965                                            | Anton Fettinger              | Oberamtsrat im Ruhestand                              |
| April 1965 – 31. Dez. 1977                                               | Franz Augustin               | Gerichtsvorsteher                                     |
| 1. Jän. 1978 – 31. Aug. 1983                                             | Hans Stoisser                | Möbelfabrikant und Landtagsabgeordneter               |
| 31. Aug. 1983–1991                                                       | Wolfried Filek-Wittinghausen | Landesbeamter                                         |
| 1991–1995                                                                | Franz Vollmann               | Stadtbaumeister                                       |
| 2. Mai 1995–2005                                                         | Hans Kindermann              | Unternehmer                                           |
| 2005 – 31. Dez. 2014                                                     | Helmut Leitenberger (SPÖ)    | Angestellter                                          |
| 1. Jän. – 19. April 2015                                                 | Helmut Leitenberger 2        | Angestellter                                          |
| 20. April 2015 – 6. Juli 2022                                            | Helmut Leitenberger          | Angestellter                                          |
| 1 Regierungskommissär 2 Regierungskommissär bis zur Neuwahl im März 2015 |                              |                                                       |
| 7. Juli 2022 – 23. März 2025                                             | Michael Schumacher (SPÖ)     | Landesbediensteter                                    |
| 24. April 2025 –                                                         | Daniel Kos (FPÖ)             |                                                       |

| Amtszeit  | Name               | Beruf                         |
| --------- | ------------------ | ----------------------------- |
| 1801–1822 | Valentin Kaspar    |                               |
| 1822–1829 | Joseph Stigler     |                               |
| 1829–1832 | Max Krätzig        |                               |
| 1832–1836 | Ignatz Forstner    | Färbermeister                 |
| 1836–1840 | Joseph Stigler     |                               |
| 1840–1861 | Ignatz Forstner    | Färbermeister                 |
| 1861–1873 | Leo Klein          | Rechtsanwalt                  |
| 1873–1874 | Ignatz Forstner    | Färbermeister                 |
| 1874–1875 | Alfons Seredinsky  | Fabrikant                     |
| 1875–1879 | Franz Gruber       | Lederermeister                |
| 1879–1882 | Leopold Stramitzer | Rechtsanwalt                  |
| 1882–1886 | Leo Klein          | Rechtsanwalt                  |
| 1886–1889 | Otmar Rußheim      | Apotheker                     |
| 1889–1895 | Ludwig Herrmann    | Spenglermeister (Eichmeister) |
| 1895–1901 | Leopold Stramitzer | Rechtsanwalt                  |

### Gemeinderat
Der Gemeinderat umfasst 31 Mitglieder. Nach der Gemeinderatswahl 2015 war die Zusammensetzung wie folgend:
- 16 Mandate SPÖ
- 8 Mandate ÖVP
- 4 Mandate FPÖ
- 2 Mandate Die Grünen
- 1 Mandat Bürgerforum Leibnitz

Seit der Gemeinderatswahl 2020 setzt sich der Gemeinderat wie folgt zusammen:
- 18 Mandate SPÖ
- 6 Mandate ÖVP
- 3 Mandate Die Grünen
- 2 Mandate FPÖ
- 2 Mandate Bürgerforum Leibnitz

| Wahl                                   | Wahlberechtigte | abgegebene Stimmen | gültige Stimmen | ungültige Stimmen | Wahlbeteiligung |
| -------------------------------------- | --------------- | ------------------ | --------------- | ----------------- | --------------- |
| Gemeinderatswahl vom 15. November 2020 | 10.232          | 4770               | 4742            | 28                | 46,62 %         |
| Gemeinderatswahl vom 22. März 2015     | 9.761           | 5.974              | 5.922           | 52                | 61,20 %         |
| Gemeinderatswahl vom 21. März 2010     | 6.221           | 4.532              | 4.494           | 38                | 72,85 %         |
| Gemeinderatswahl vom 13. März 2005     | 5.873           | 4.153              | 4.126           | 27                | 70,71 %         |
| Gemeinderatswahl vom 19. März 2000     | 5.372           | 4.054              | 4.008           | 46                | 75,47 %         |

#### Wahlergebnisse
| Partei / Liste               | 15. November 2020 | 15. November 2020 | 15. November 2020 | 22. März 2015    | 22. März 2015    | 22. März 2015    | 14. März 2010    | 14. März 2010    | 14. März 2010    | 13. März 2005    | 13. März 2005    | 13. März 2005    | 19. März 2000    | 19. März 2000    | 19. März 2000    |
| Partei / Liste               | Stimmen           | %                 | Mandate           | Stimmen          | %                | Mandate          | St.              | %                | M.               | St.              | %                | M.               | St.              | %                | M.               |
| ---------------------------- | ----------------- | ----------------- | ----------------- | ---------------- | ---------------- | ---------------- | ---------------- | ---------------- | ---------------- | ---------------- | ---------------- | ---------------- | ---------------- | ---------------- | ---------------- |
| SPÖ                          | 2685              | 56,62             | 18                | 2958             | 49,95            | 16               | 2532             | 56,34            | 15               | 1854             | 44,93            | 11               | 0979             | 24,43            | 06               |
| ÖVP                          | 875               | 18,45             | 6                 | 1428             | 24,11            | 08               | 1268             | 28,22            | 07               | 1886             | 45,71            | 12               | 2259             | 56,36            | 16               |
| Grüne                        | 472               | 9,95              | 3                 | 0361             | 06,10            | 02               | 0229             | 05,10            | 01               | 0220             | 05,33            | 01               | 0202             | 05,04            | 01               |
| FPÖ                          | 299               | 6,31              | 2                 | 0739             | 12,48            | 04               | 0194             | 04,32            | 01               | 0166             | 04,02            | 01               | 0314             | 07,83            | 02               |
| Bürgerforum Leibnitz (BFL)   | 300               | 6,33              | 2                 | 0328             | 05,54            | 01               | 0271             | 06,03            | 01               | nicht kandidiert | nicht kandidiert | nicht kandidiert | nicht kandidiert | nicht kandidiert | nicht kandidiert |
| NEOS                         | 111               | 2,34              | 0                 | 0108             | 01,82            | 0                | nicht kandidiert | nicht kandidiert | nicht kandidiert | nicht kandidiert | nicht kandidiert | nicht kandidiert | nicht kandidiert | nicht kandidiert | nicht kandidiert |
| LIF                          | nicht kandidiert  | nicht kandidiert  | nicht kandidiert  | nicht kandidiert | nicht kandidiert | nicht kandidiert | nicht kandidiert | nicht kandidiert | nicht kandidiert | nicht kandidiert | nicht kandidiert | nicht kandidiert | 069              | 01,72            | 0                |
| Leibnitz Aktiv Heinz Gutmann | nicht kandidiert  | nicht kandidiert  | nicht kandidiert  | nicht kandidiert | nicht kandidiert | nicht kandidiert | nicht kandidiert | nicht kandidiert | nicht kandidiert | nicht kandidiert | nicht kandidiert | nicht kandidiert | 0100             | 02,50            | 0                |
| Wir für Leibnitz             | nicht kandidiert  | nicht kandidiert  | nicht kandidiert  | nicht kandidiert | nicht kandidiert | nicht kandidiert | nicht kandidiert | nicht kandidiert | nicht kandidiert | nicht kandidiert | nicht kandidiert | nicht kandidiert | 085              | 02,12            | 0                |

### Wappen

Wappen der Vorgängergemeinden
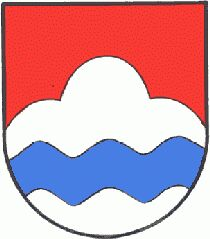
Kaindorf an der Sulm
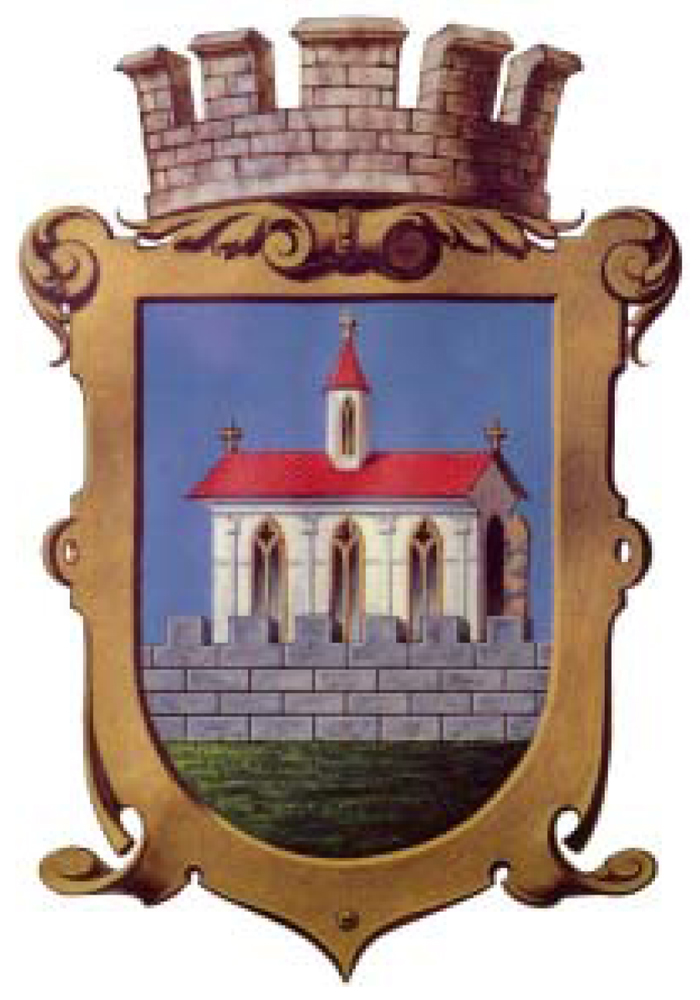
Leibnitz
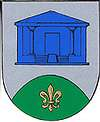
Seggauberg

Alle drei Vorgängergemeinden hatten je ein Gemeindewappen. Wegen der Gemeindezusammenlegung verloren diese mit 1. Jänner 2015 ihre offizielle Gültigkeit. Die Neuverleihung des Gemeindewappens für die Fusionsgemeinde erfolgte mit Wirkung vom 25. April 2016.
Die Blasonierung lautet:

„Ein blauer Schild, durchzogen von einer auf grünem Schildfuß stehenden sechsfach gezinnten silbernen Quadermauer, diese unterlegt mit einer aufragenden goldenen Kirche mit drei gotischen, schwarz durchbrochenen Maßwerk-Spitzbogenfenstern zwischen vier Lisenen an der Längsseite und einer geöffneten, schwarz durchbrochenen gotischen Türe an der linken Seitenmauer; das an beiden Enden mit je einem goldenen Knopf und einer Kreuzblume besteckte Satteldach mittig mit einem sechseckigen Dachreiter samt gotischem Maßwerk-Spitzbogenfenster versehen, dessen Spitzdach ebenfalls einen goldenen Knopf und eine Kreuzblume trägt.“

### Städtepartnerschaften
- Gumpoldskirchen, Niederösterreich
- Mira, Italien
- Pedra Badejo, Kap Verde

## Persönlichkeiten

### Ehrenbürger
- Franz Neuhold († 1945), Pfarrer von Leibnitz[27]
- 1933: Paul von Hindenburg (1847–1934), deutscher Reichspräsident
- 1976: Franz Wegart (1918–2009), Landeshauptmann-Stellvertreter
- Hans Stoisser (1927–2022), Bürgermeister von Leibnitz 1978–1983[28]
- Wolfried Filek-Wittinghausen (1938–2025), Bürgermeister von Leibnitz 1983–1991[29]

### Söhne und Töchter der Stadt
- Hugo von Schauer (1862–1920), Jurist, Justizminister
- Wilhelm Zöhrer (1871–1936), Abt des Benediktinerstiftes St. Lambrecht
- Rigobert Possek (1873–1937), Ophthalmologe
- Olga Milles (1874–1967), Künstlerin
- Konradin Ferrari d’Occhieppo (1907–2007), Astronom
- Karl Wolf (1910–1995), Philosoph und Pädagoge
- Leopold Kretzenbacher (1912–2007), Volkskundler
- Emmerich Assmann (1926–2005), Industrieller und Politiker
- Hans Stoisser (1927–2022), Unternehmer und Politiker
- Klaus Kada (* 1940), Architekt
- Manfred Josel (1944–2025), Schlagzeuger
- Manfred Schubert-Zsilavecz (* 1961), Pharmazeutischer Chemiker
- Thomas Muster (* 1967), Tennisspieler
- Sigi Feigl (* 1961), Saxofonist, Jazzmusiker und Konzertveranstalter
- Adi Weiss (* 1975), Modejournalist und Magazin-Herausgeber
- Andrea Wenzl (* 1979), Schauspielerin

### Mit Leibnitz verbundene Persönlichkeiten
- Das Adelsgeschlecht „von Leibnitz“ (ausgestorben), siehe Friedrich III. von Leibnitz
- Karoline Marenzi, siehe Marenzi
- Karl Morré (1832–1897), Volksdichter und Reichstagsabgeordneter, betrieb eine Landwirtschaft in Leibnitz
- Franz Koringer (1921–2000), Direktor der Musikschule, Komponist
- Emmerich Assmann (Industrieller, 1899) (1899–1964), Industrieller
- Emmerich Assmann (Industrieller, 1926) (1926–2005), Industrieller und Politiker

## Historische Landkarten

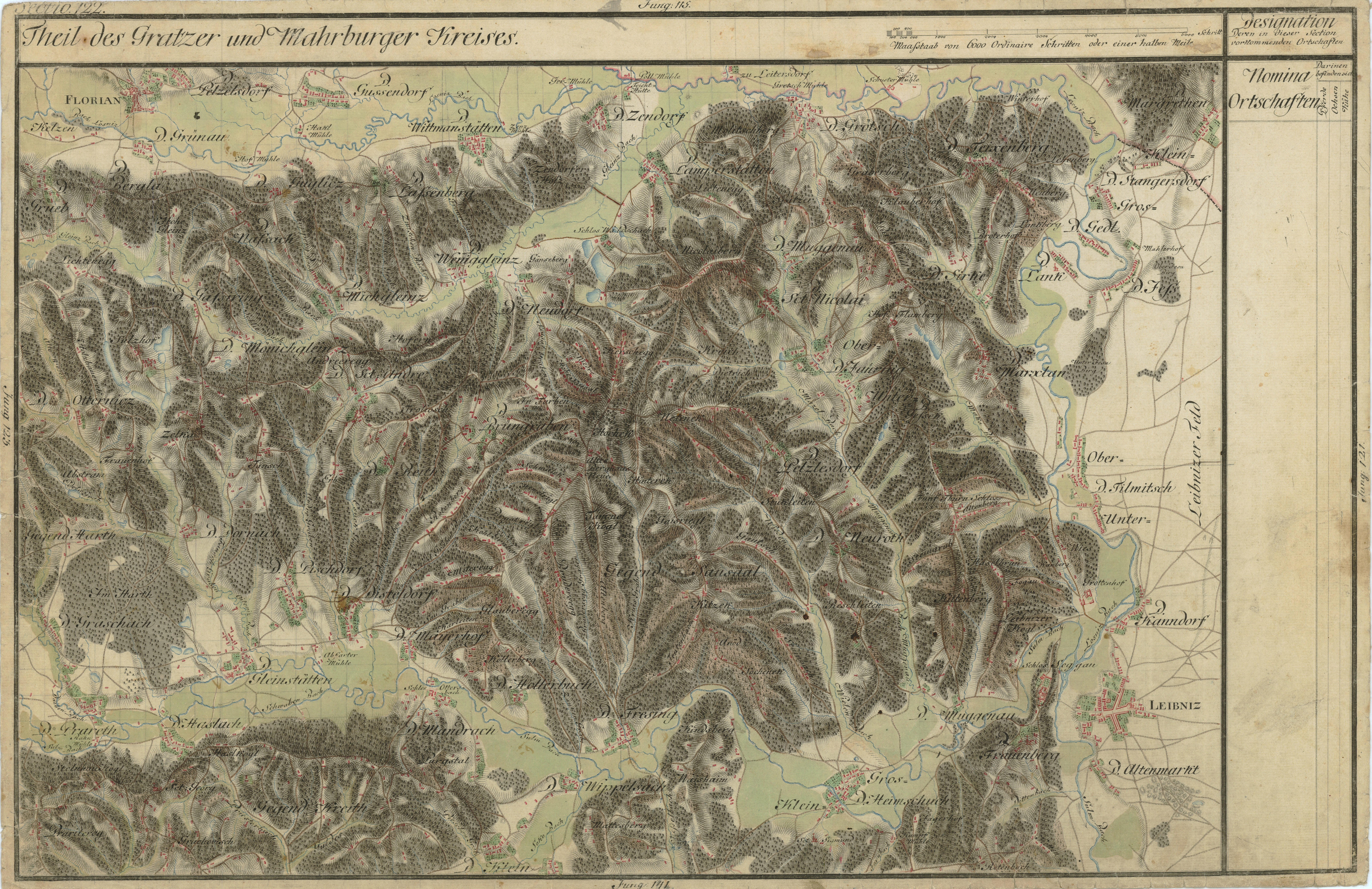
Sausal und Leibnitz um 1790, Josephinische Landesaufnahme
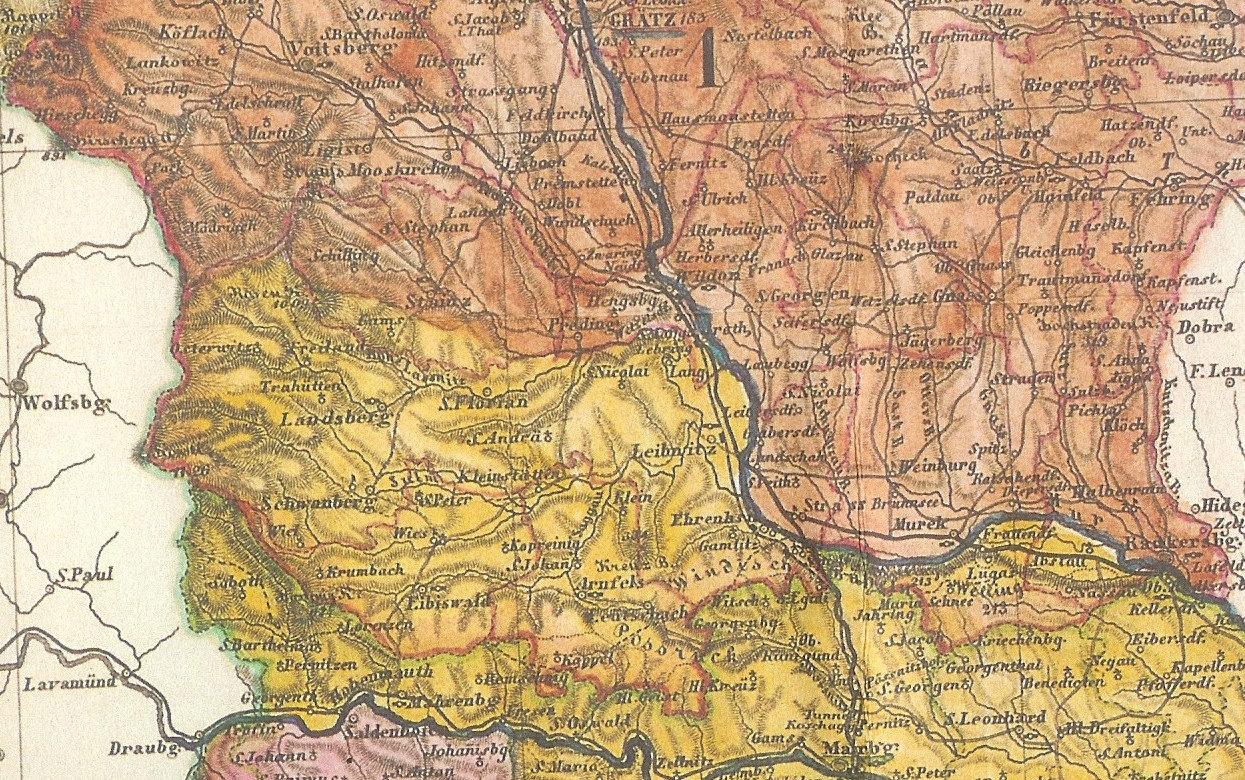
Leibnitz gehörte bis in die Mitte des 19. Jahrhunderts zum Marburger Kreis (gelb), die Grenze zum Grazer Kreis (rotbraun) verlief im Murtal beim Teufelsgraben, Darstellung um 1855
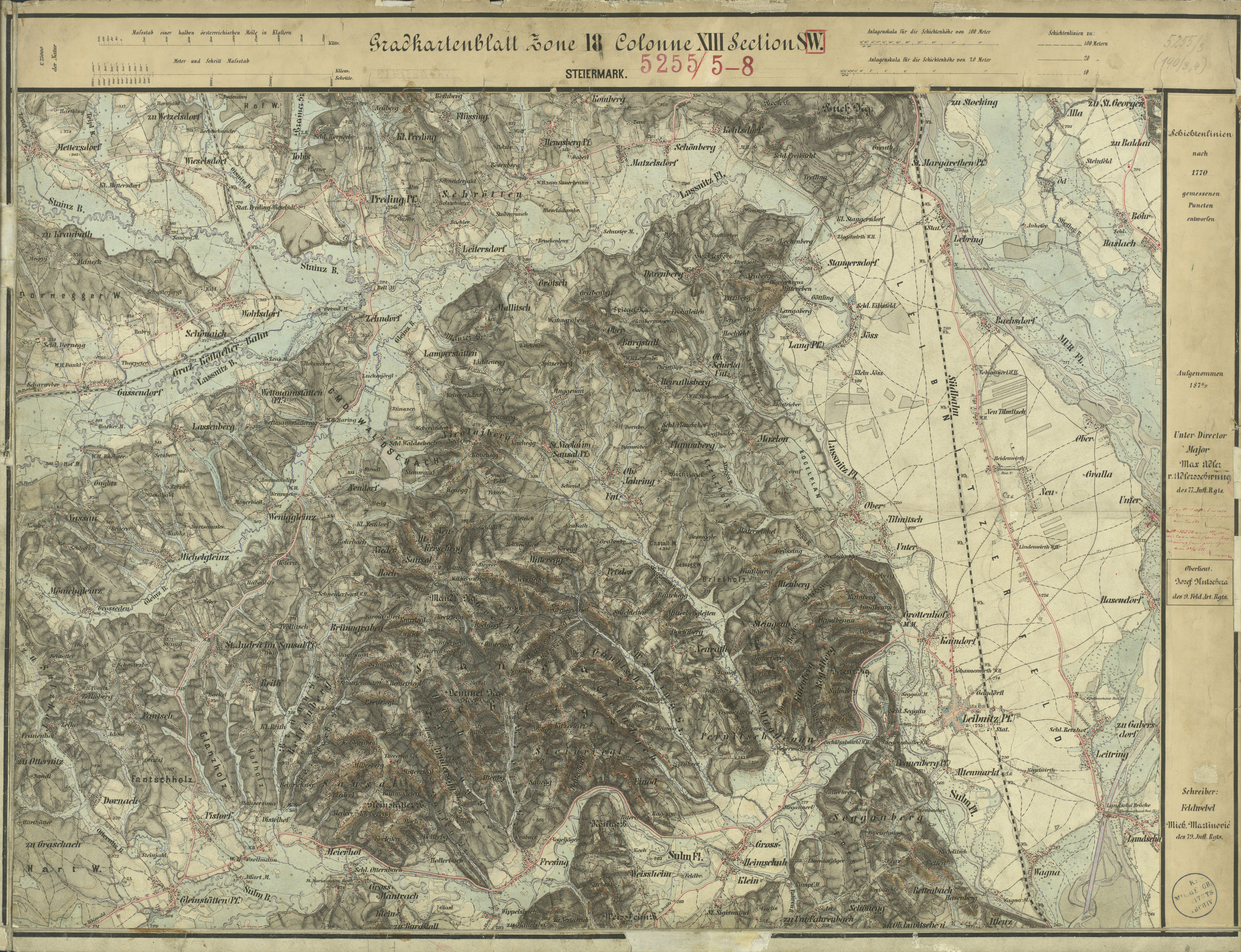
Sausal, Leibnitz, Unterlauf von Laßnitz und von Sulm, 1879, Aufnahmeblatt der 3. Landesaufnahme
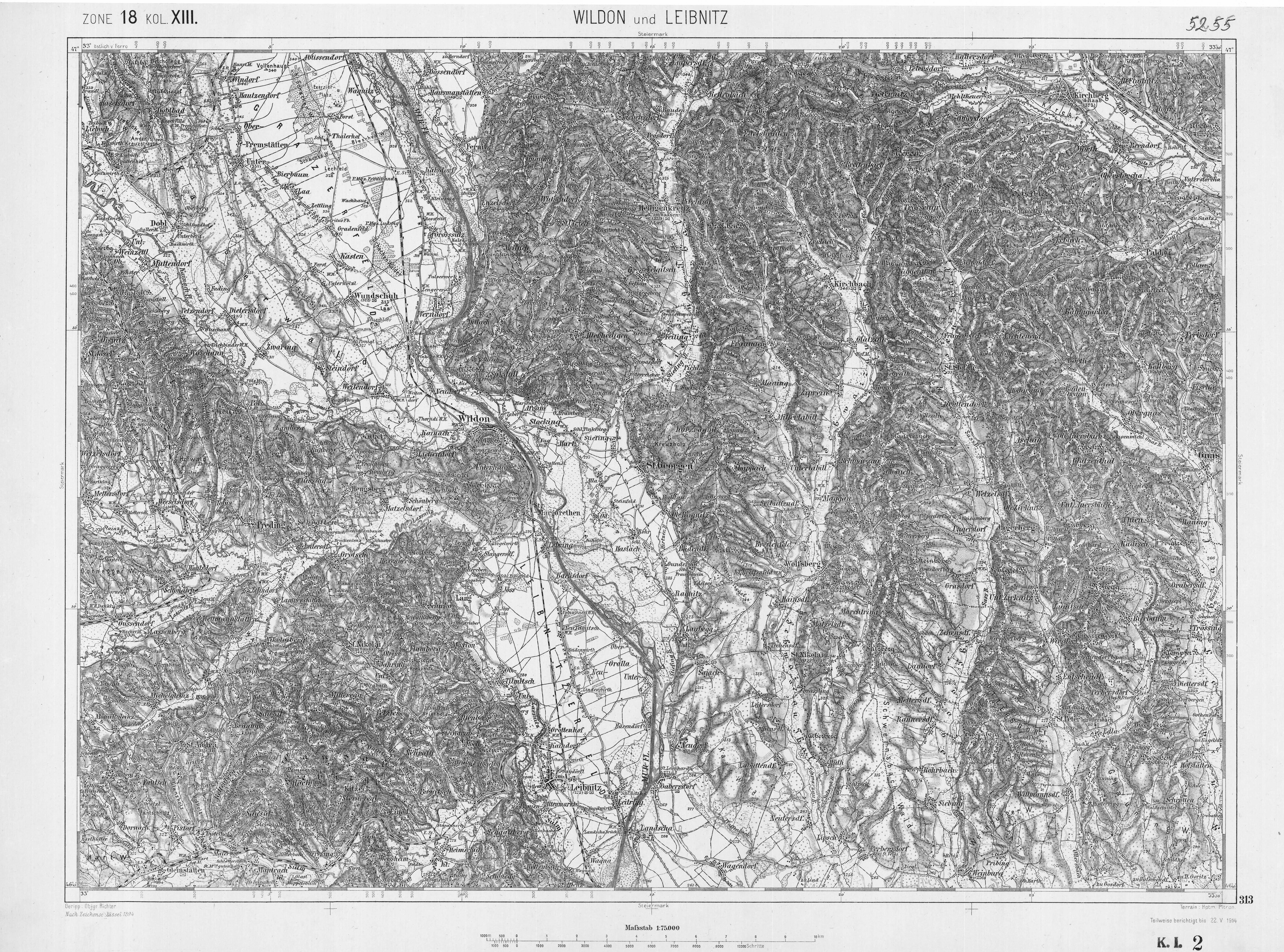
Spezialkarte Blatt 5255 Leibnitz und Wildon, 1894/1914
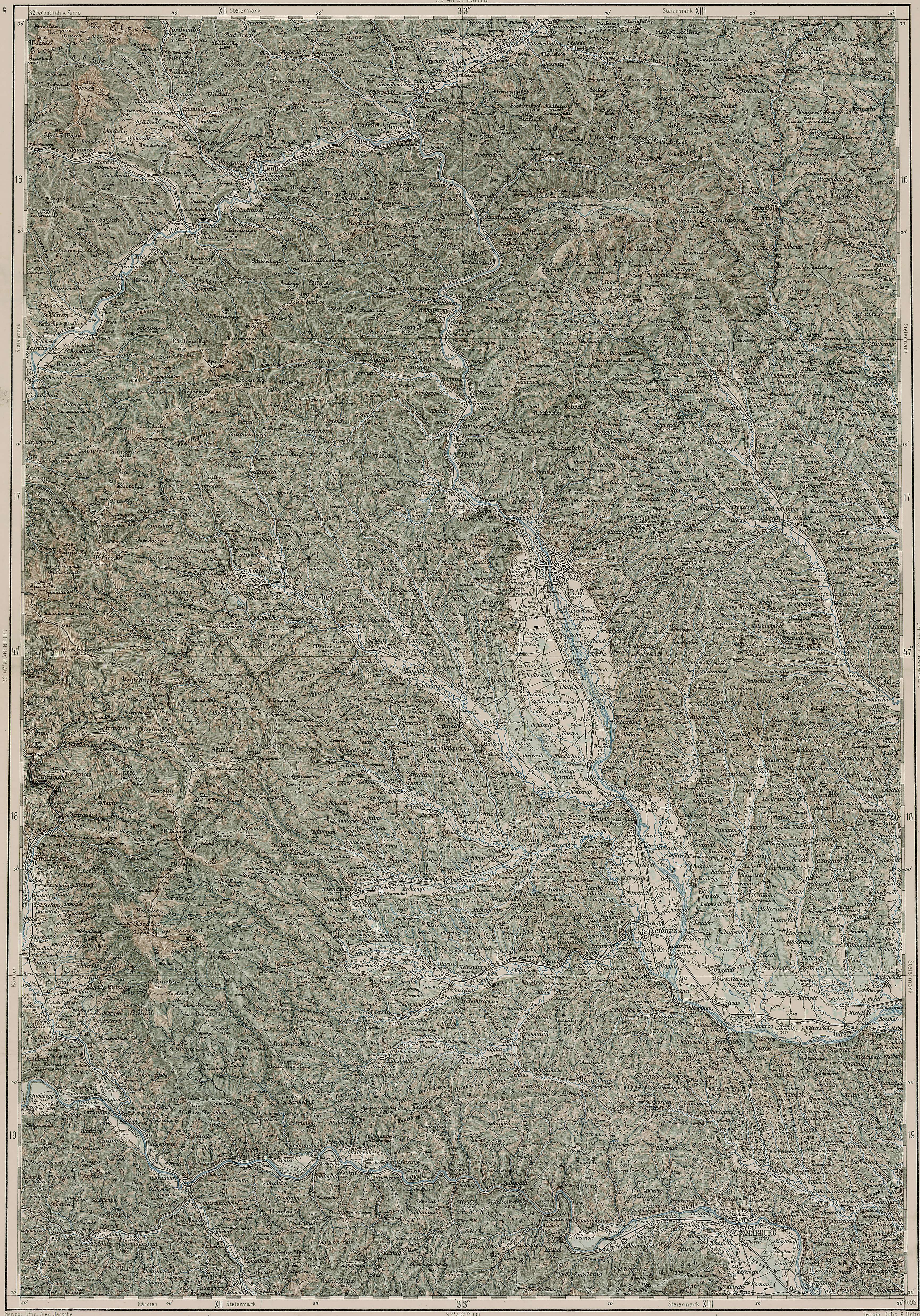
Generalkarte von Mitteleuropa Blatt 33° 47° Graz, 1893